# Normand Aubin
Normand Aubin (né le 26 juillet 1960 à Saint-Léonard, dans la province de Québec au Canada) est un joueur professionnel canadien de hockey sur glace. Il évolue avec les Maple Leafs de Toronto dans la Ligue nationale de hockey. Il détient, depuis 1979, le record du plus grand nombre de buts comptés dans une partie de la saison régulière dans la LHJMQ qui est de 8. 

## Carrière de joueur

### Ligue de hockey junior majeur du Québec
Normand Aubin commence son hockey junior avec les Éperviers de Sorel en 1976-1977. La saison suivante, il domine son équipe, les Éperviers de Verdun en étant le meilleur buteur avec 62 buts et le meilleur pointeur avec 135 points. En 1978-1979, il connait la deuxième meilleure saison de sa carrière en produisant 80 buts ainsi que 149 points. Il est le meilleur buteur de la ligue ainsi que le troisième meilleur pointeur derrière Denis Savard. Malgré tout, les Black Hawks de Verdun perdent au deuxième tour des séries éliminatoires. Il est nommé dans la première équipe d'étoiles de la LHJMQ.
En 1979-1980, Aubin produit un record qu'il détient toujours en 2015. Il est le joueur ayant marqué le plus de buts dans une partie de la LHJMQ. Le 23 septembre 1979, les Black Hawks de Verdun affrontent les Juniors de Montréal à domicile. Son équipe gagne la partie 14 à 6. Aubin produit 8 buts et 3 passes pour 11 points dans cette partie. Il n'était qu'à un point de battre le record d'André Savard pour le plus de points en un match qui est de 12. Aubin réussit, ce soir-là, à battre le record de 7 buts détenu depuis la saison 1970-1971 par l'illustre Guy Lafleur. Depuis cette soirée de septembre 1979, le record n'a pas été battu mais a été égalisé à deux reprises soit par Stéphane Lebeau le 22 décembre 1986 ainsi que par Mathieu Benoît le 14 novembre 1999
Au 11 novembre 1979, après 21 parties avec Verdun, Aubin a déjà produit 70 points dont 41 buts. Malgré tout, il est échangé aux Castors de Sherbrooke en compagnie de Brian Johnson ainsi que de Richard Larocque contre André Côté ainsi que Jean-Marc Gaulin. Avec sa nouvelle équipe, il produit 110 points dont 50 buts. Il termine la saison en étant le troisième meilleur pointeur de son club. En 1979-1980, il a un grand total de 180 points et 91 buts. Il est le meilleur buteur de la ligue pour une deuxième saison consécutive et le quatrième meilleur pointeur derrière son éternel rival Denis Savard
En séries éliminatoires de 1980, Aubin et son équipe se rendent en finale de la ligue contre les Royals de Cornwall et leur joueur étoile Dale Hawerchuk. Il ne remporte pas la Coupe du Président car Cornwall bats Sherbrooke 4 matchs à 2. Aubin est nommé dans la troisième équipe d'étoiles de la LHJMQ.
Le 2 avril 2003, il reçoit un grand hommage de la LHJMQ en étant admis au Temple de la renommée de la LHJMQ en compagnie, cette année-là, de Kevin Lowe, Jean-François Sauvé et de l'arbitre Marcel Vaillancourt

### Ligue nationale de hockey
Dans le numéro spécial du printemps 1979 de la publication The Hockey News, Normand Aubin est classé le 22e plus bel espoir pour le  Repêchage de la LNH. Le 9 août 1979 a lieu le repêchage à Montréal. Aubin est repêché en troisième ronde, le 51e au total, par les Maple Leafs de Toronto. Il est la deuxième sélection par Toronto après le premier choix de l'équipe, Laurie Boschman. Sa carrière dans la LNH débute le 31 décembre 1981 dans une partie contre les Red Wings de Détroit. Elle est relativement courte avec seulement 69 parties pour 31 points en deux saisons en 1981-1982 et la saison suivante pour Toronto. Refusant de se présenter au camp d'entraînement au début de la saison 1984-1985, les Maple Leafs le suspend et le relâche lui permettant de devenir joueur autonome. En décembre 1984, il signe comme joueur autonome avec les Oilers d'Edmonton. Il ne jouera pas pour cette équipe.

### Ligue américaine de hockey
N'ayant pu se tailler un poste régulier à Toronto, Aubin a joué plusieurs saisons dans la LAH entre 1980-1981 et 1984-1985. Il commence sa carrière professionnelle avec les Hawks du Nouveau-Brunswick où il récote 89 points dont 43 buts pour être le meilleur pointeur de son équipe. En 1982-1983, il retourne dans la LAH avec les Saints de Saint Catharines où il évolue pour deux saisons. À sa première saison, il participe qu'à 49 parties ayant été à Toronto pour 26 parties. La saison suivante, il est présent durant tout le calendrier et il connait sa meilleure saison professionnelle avec une production de 94 points et 47 buts. Il est le deuxième buteur de son équipe devancé par le futur entraineur Bruce Boudreau. Après avoir signé en décembre 1984 avec Edmonton, il s'aligne avec les Oilers de la Nouvelle-Écosse pour le restant de la saison. Il produit 49 points dont 23 buts.

#### Gardien de but
Le 10 février 1983, Normand Aubin a été gardien de but pour son équipe des Saints de Saint Catharines contre les Red Wings de l'Adirondack à Glens Falls dans l'état de New York. Le gardien partant, Vincent Tremblay, s'étire un muscle de la jambe durant le match. Bob Parent le deuxième gardien de but est sur le coup d'une suspension d'un match reçu dans le match du 9 février 1983. Avant la partie Aubin avait été désigné gardien substitut en cas de blessure à Tremblay. Quant Tremblay se blessa, Aubin se dirige au vestiaire pour enfiler l'équipement à Tremblay. 
Aubin devient le gardien avec 7 minutes et 1 seconde à faire en première période sur une égalité de 1 à 1. Il arrête toutes les rondelles en première et en deuxième périodes. Finalement il perd le match 6 à 3 en allouant 5 buts en troisième période

### Autres ligues
Durant la saison 1981-1982, Aubin évolue dans la Ligue centrale de hockey  avec les Tigers de Cincinnati. 
Il prend sa retraite du hockey professionnel après la saison 1984-1985. Par contre, il sort de sa retraite lors de la saison 1999-2000 et il s'aligne dans la Ligue de hockey semi-professionnelle du Québec avec les Royaux de Sorel pour 3 parties. Il termine la boucle avec Sorel qui fut sa première équipe dans la LHJMQ.

## Vie personnelle
Il est le père du joueur de hockey professionnel Mathieu Aubin.
Après sa carrière, il travaille chez Poudres métalliques du Québec

## Statistiques
| Saison     | Équipe                       | Ligue      |    | Saison régulière | Saison régulière | Saison régulière | Saison régulière | Saison régulière |    | Séries éliminatoires | Séries éliminatoires | Séries éliminatoires | Séries éliminatoires | Séries éliminatoires |
| Saison     | Équipe                       | Ligue      | PJ | B                | A                | Pts              | Pun              | PJ               | B  | A                    | Pts                  | Pun                  |                      |                      |
| 1976-1977  | Éperviers de Sorel           | LHJMQ      | 50 | 25               | 26               | 51               | 32               | -                | -  | -                    | -                    | -                    |                      |                      |
| 1977-1978  | Éperviers de Verdun          | LHJMQ      | 71 | 62               | 73               | 135              | 107              | 4                | 1  | 2                    | 3                    | 2                    |                      |                      |
| 1978-1979  | Éperviers de Verdun          | LHJMQ      | 70 | 80               | 69               | 149              | 54               | 11               | 14 | 11                   | 25                   | 8                    |                      |                      |
| 1979-1980  | Éperviers de Verdun-Sorel    | LHJMQ      | 21 | 41               | 29               | 70               | 28               | -                | -  | -                    | -                    | -                    |                      |                      |
| 1979-1980  | Castors de Sherbrooke        | LHJMQ      | 42 | 50               | 60               | 110              | 38               | 14               | 15 | 16                   | 31                   | 24                   |                      |                      |
| 1980-1981  | Hawks du Nouveau-Brunswick   | LAH        | 79 | 43               | 46               | 89               | 99               | 13               | 5  | 6                    | 11                   | 34                   |                      |                      |
| 1981-1982  | Tigers de Cincinnati         | LCH        | 31 | 15               | 17               | 32               | 36               | -                | -  | -                    | -                    | -                    |                      |                      |
| 1981-1982  | Maple Leafs de Toronto       | LNH        | 43 | 14               | 12               | 26               | 22               | -                | -  | -                    | -                    | -                    |                      |                      |
| 1982-1983  | Saints de Saint Catharines   | LAH        | 49 | 31               | 26               | 57               | 40               | -                | -  | -                    | -                    | -                    |                      |                      |
| 1982-1983  | Maple Leafs de Toronto       | LNH        | 26 | 4                | 1                | 5                | 8                | 1                | 0  | 0                    | 0                    | 0                    |                      |                      |
| 1983-1984  | Saints de Saint Catharines   | LAH        | 80 | 47               | 47               | 94               | 63               | 7                | 5  | 3                    | 8                    | 8                    |                      |                      |
| 1984-1985  | Oilers de la Nouvelle-Écosse | LAH        | 48 | 23               | 26               | 49               | 26               | 6                | 2  | 5                    | 7                    | 8                    |                      |                      |
| 1999-2000  | Royaux de Sorel              | LHSPQ      | 3  | 0                | 0                | 0                | 0                | -                | -  | -                    | -                    | -                    |                      |                      |
| Totaux LNH | Totaux LNH                   | Totaux LNH | 69 | 18               | 13               | 31               | 30               | 1                | 0  | 0                    | 0                    | 0                    |                      |                      |

## Trophées et honneurs personnels
- Ligue de hockey junior majeur du Québec
  - 1979 : nommé dans la 1re équipe d'étoiles
  - 1979 : meilleur buteur pour la saison 1978-1979
  - 1980 : nommé dans la 3e équipe d'étoiles
    - 1980 : meilleur buteur pour la saison 1979-1980
- 2003 : admis au Temple de la renommée de la LHJMQ
- 2012 : intronisé au Panthéon des sports de Sorel-Tracy[7]